# روز مالزی

روز مالزی (مالایی: Hari Malaysia) یک تعطیل رسمی است که هر سال در روز ۱۶ سپتامبر برای بزرگداشت تأسیس فدراسیون مالزی در همان تاریخ در سال ۱۹۶۳، جشن گرفته می‌شود. طی این رویداد مالایا، بورنئو شمالی (که به صباح تغییر نام داد)، ساراواک و سنگاپور تحت کشوری واحد، به هم پیوستند. هر چند، سنگاپور کمتر از دو سال بعد، از فدراسیون جدا شد.

## پیشینه
تاریخ در نظر گرفته شده برای تشکیل فدراسیون جدید، روز ۱ ژوئن ۱۹۶۳ بود، ولی این رویداد به روز ۳۱ اوت ۱۹۶۳، همزمان با ششمین سالگرد هاری مردکا، موکول گشت. چند موضوع در ارتباط با اعتراض‌ کشورهای همسایه اندونزی و فیلیپین، اعلان تأسیس مالزی را تا روز ۱۶ سپتامبر همان سال به تعویق انداخت. این تعویق هم چنین فرصتی را در اختیار گروه سازمان ملل متحد برای انجام مأموریت حقیقت یاب، در باب مشارکت برونئو شمالی و ساراواک در یک فدراسیون جدید، قرار داد.